# 東京新宿ベジフル
東京新宿ベジフル（とうきょうしんじゅくベジフル）は、東京都新宿区に本社を置く青果卸売会社。東京都中央卸売市場淀橋市場の入場卸売会社。本社のほか地方卸売市場練馬市場に練馬支店、埼玉県川越市の川越市場に川越支店を、さらに世田谷市場に子会社東京新宿ベジフル世田谷株式会社をおき、それぞれ青果卸売業務を行っている。

## 概要
2005年にいずれも淀橋市場の場内で青果卸売業務を行っていた東京新宿青果(株)と東京淀橋青果(株)が事業部門を統合して新会社として発足（共同新設分割）。両社はいずれも1939年2月に淀橋市場が開場した当初より営業を行ってきた会社である。
新宿とその周辺地域の発展、とりわけ繁華街・歓楽街の高級果実需要を背景として、果実の卸売販売に実績がある。全国の青果物（一部は輸入も）を委託および買付販売しており、淀橋市場の青果物の取扱高は東京都中央卸売市場中大田市場、豊洲市場に次ぐ3番目の規模である。
2016年に子会社の川越ベジフル(株)が営業を停止したため（のちに特別清算）、同社の事業を引き継ぐ形で埼玉県川越市の埼玉川越総合地方卸売市場に卸売会社として入場、川越支店を開設。
かつて松原分場でも卸売業務を行っていたが、2008年に松原分場が閉場し、世田谷市場に統合されると旧来の世田谷市場卸売業者であった東京荏原青果(株)（本社:大田市場）と合弁（共同出資）で新会社「東京荏原ベジフル(株)」を設立。しかし2019年に東京荏原青果(株)が荏原ベジフルから資本撤退し、持分株式のすべてを東京新宿ベジフルに譲渡したため、100%出資子会社として東京新宿ベジフル世田谷株式会社と改称した。

## 沿革
（出典）
- 1939年（昭和14年）9月 - 淀橋市場開場、東京新宿青果(株)、東京淀橋青果(株)業務開始。
- 2005年（平成17年）6月 - 東京新宿ベジフル(株)設立、業務開始。
- 2007年（平成19年）6月 - 卸売場棟1階低温売場完成。
- 2009年（平成21年）5月 - ベジフルフード(株)100%出資。
  - 10月 - ベジフル練馬総合卸売センターを開設
- 2013年（平成25年）8月 - 大型冷蔵施設完成
- 2015年（平成27年）7月 - 卸売場棟2階低温売場完成
- 2016年（平成28年）4月 - 川越支店開設
- 2019年（令和元年）4月 - 東京新宿ベジフル世田谷株式会社（世田谷市場支社）開設
  - 9月 - 卸売場棟1階中央冷蔵庫完成
- 2021年5月 - 卸売場棟1階北冷蔵庫完成

## 支店
- 練馬支店 - 東京都練馬区高野台2丁目1番18号　東京都練馬青果地方卸売市場べじふるセンター練馬
業務内容：野菜、果物、加工品全般の販売
- 川越支店 - 埼玉県川越市大字大袋650番地　埼玉川越総合地方卸売市場
業務内容：野菜、果物、加工品全般の販売

## グループ会社
2005年に会社が発足した際、旧事業会社である東京新宿青果(株)と東京淀橋青果(株)の2社は本業の卸売事業を共同出資により設立した新会社である当社に移管・事業譲渡した。なお、同様の手法で事業を統合した会社に同業の東京シティ青果（築地市場⇒豊洲市場）がある。こののち、旧事業会社の2社はいずれも法人としては存続しており、当社の持株会社として機能しているほか、不動産管理等を行っている。東京新宿青果(株)はこれに加え地方卸売市場練馬市場（公的認可名は「東京都練馬青果地方卸売市場」、施設愛称はべじふるセンター練馬）の開設者業務も執り行っている。
- ベジフルフード株式会社 - 1.青果物並びに食料品の販売業、2.花き販売業[10]
- 東京新宿ベジフル世田谷株式会社 - 東京都中央卸売市場世田谷市場における青果物卸売業務